# Симфонический оркестр Гранд-Рапидс
Симфонический оркестр Гранд-Рапидс (англ. Grand Rapids Symphony) — американский симфонический оркестр, действующий в городе Гранд-Рапидс, штат Мичиган. По мнению связанных с городом авторов, принадлежит к числу ведущих региональных оркестров США.

## Предыстория
Современный коллектив ведёт свою историю от 1930 года, однако музыкальные коллективы, ставшие непосредственными предшественниками оркестра, работали в городе и раньше. О первом составе под названием Симфонический оркестр Гранд-Рапидс (англ. Grand Rapids Symphony Orchestra), во главе со скрипачом и дирижёром Фредериком Адольфусом Вурцбургом (1865—1937), городская пресса сообщала в 1909 году; этот коллектив давал 10 концертов каждую зиму. В 1917 году возник Оркестр Святой Цецилии, которым руководили местные музыканты Лео Рукер и Риз Ветч. В 1920 году этот оркестр перешёл под управление Оттокара Малека, который переименовал его в Городской оркестр Гранд-Рапидс (англ. Grand Rapids Civic Orchestra). После смерти Малека в 1923 году коллектив возглавил Карл Веккер, объединивший его с другой группой музыкантов под руководством скрипача Шермана Таллера в новый Симфонический оркестр Гранд-Рапидс. Местная пресса восторженно встретила появление оркестра, однако его финансовое состояние оставалось нестабильным. На сезон 1926—1927 гг. были анонсированы 12 концертов, а численность исполнителей доходила до 65 музыкантов, в городе считали появление этого коллектива одним из центральных событий местной культурной жизни. Однако к 1929 году активность оркестра прекратилась, и Веккеру пришлось взяться за его возрождение, благодаря чему в 1929 году был создан совет попечителей, обеспечивший коллективу новую жизнь. Пробный концерт нового оркестра состоялся 28 декабря 1929 года, прозвучали увертюра Франца Зуппе «Поэт и крестьянин», Неоконченная симфония Франца Шуберта и вальс Иоганна Штрауса «На прекрасном голубом Дунае».

## Ранние годы
11 января 1930 года было объявлено о появлении реорганизованного Симфонического оркестра Гранд-Рапидс, 11 февраля состоялся первый официальный концерт. Первый руководитель оркестра Карл Веккер отдавал предпочтение музыке Людвига ван Бетховена и Рихарда Вагнера; в то же время в 1938 году оркестр впервые в городе исполнил «Рапсодию в стиле блюз» Джорджа Гершвина. В качестве солистов с оркестром в 1936—1941 гг. выступили Перси Грейнджер, Григорий Пятигорский, Рудольф Ганц и Хосе Эчанис (двое последних позднее возглавляли коллектив как дирижёры). Со значительными организационными сложностями оркестр столкнулся в годы Второй мировой войны, когда второй его руководитель Тор Джонсон и ещё 22 оркестранта были призваны в армию; менеджмент ответил на это заметным увеличением женщин в числе музыкантов.
Эпоха руководства Хосе Эчаниса на рубеже 1940—1950-х гг. ознаменовалась обилием сочинений Иоганнеса Брамса в репертуаре и гастрольными концертам Уильяма Примроуза в 1948 г. и Натана Мильштейна в 1953 г. В 1955 г. под управлением дирижёра Дезире Дефо оркестр впервые осуществил концертное исполнение оперы («Паяцы» Руджеро Леонкавалло). В каденцию Роберта Зеллера была предпринята серия концертов-балетов (оркестр и несколько танцовщиков, впервые «Лебединое озеро» П. И. Чайковского в 1960 году) — из этих опытов в дальнейшем родилась балетная труппа Гранд-Рапидс; с оркестром выступили Айзек Стерн (1960) и Бенни Гудмен (1963), в 1959 году был основан Юношеский симфонический оркестр Гранд-Рапидс. Далее на протяжении 1960-х гг. в Гранд-Рапидс выступали с оркестром Вэн Клайберн, Рената Тебальди и Вирджил Фокс. В 1969 году оркестр под управлением Грегори Миллара исполнил премьеру небольшой пьесы Аарона Копленда «Приветственные фанфары» (англ. Inaugural Fanfare), заказанной городскими властями для церемонии открытия установленной в Гранд-Рапидсе скульптуры Александра Колдера «Высокая скорость».
К концу 1960-х гг. назрели следующие шаги в профессионализации коллектива: в 1969 году был нанят первый менеджер оркестра на постоянной оплате. В 1974—1978 гг. попечительский совет оркестра возглавляла меценатка Эдит Блоджетт, благодаря активным действиям которой на полную занятость в оркестре были переведены все музыканты.

## Новейшая история
В 1979 году в исполнении оркестра прошла первая заметная мировая премьера: Никанор Сабалета впервые исполнил концерт для арфы с оркестром Карлоса Суринака.
В 1980 году оркестр начал использовать в качестве основной концертной площадки новопостроенный Девос-холл.
В 1986 году пост главного дирижёра заняла француженка Катрин Коме, что сделало её первой женщиной во главе профессионального симфонического оркестра в США.
В 2005 году оркестр отметил своё 75-летие концертом в нью-йоркском Карнеги-холле под управлением Дэвида Локингтона, прозвучали произведения Антонина Дворжака и Аарона Копленда, в скрипичном концерте Карла Гольдмарка солировала жена дирижёра и концертмейстер оркестра Дилана Дженсон — рецензент «Нью-Йорк Таймс» высоко оценил её мастерство и отметил достойное выступление оркестра, главной заслугой которого является обогащение культурной жизни собственного региона. В том же году оркестр осуществил концертную запись программы "Изобретение и алхимия (англ. Invention & Alchemy) с арфисткой Деборой Хенсон-Конант, номинированную на премию «Грэмми» за 2006 год в номинации «Лучший кроссовер альбом».

## Музыкальные руководители
| 1930–1940 | Карл Веккер      |
| 1940–1942 | Тор Джонсон      |
| 1942–1946 | Николай Малько   |
| 1946–1948 | Рудольф Ганц     |
| 1948–1954 | Хосе Эчанис      |
| 1954–1958 | Дезире Дефо      |
| 1959–1964 | Роберт Зеллер    |
| 1964–1968 | Карл Карапетян   |
| 1968–1973 | Грегори Миллар   |
| 1973–1979 | Тео Алькантара   |
| 1980–1985 | Семён Бычков     |
| 1986–1997 | Катрин Коме      |
| 1999–2015 | Дэвид Локингтон  |
| 2016–     | Марсело Ленингер |